# The Undertones
Pour le premier album du groupe, voir The Undertones (album).
The Undertones est un groupe nord-irlandais de punk rock originaire de Derry, en Irlande du Nord. Entre 1975 et 1983, les Undertones comprennent Feargal Sharkey (chant), John O'Neill (guitare rythmique, chant), Damian O'Neill (guitare solo, chant), Michael Bradley (basse, chant) et Billy Doherty (batterie). The Undertones publie treize singles et quatre albums studio entre 1978 et 1983 avant que Sharkey n'annonce son intention de quitter le groupe en mai 1983 à cause de divergences musicales.
The Undertones reste le groupe le plus populaire de Derry et de l'Irlande du Nord.

## Histoire

### Débuts (1974–1977)
The Undertones sont formés à Derry, en Irlande du Nord, en 1974. Le groupe comprend les frères John O'Neill (guitare) et Damian O'Neill (guitare, claviers, chant) et de leurs camarades de lycée Michael Bradley (basse, chant), Billy Doherty (batterie) et Feargal Sharkey (chant). Après quelques répétitions, le groupe d'adolescents donne ses premiers concerts, à cette période, encore sans nom. Le groupe se baptise par la suite The Undertones.
En 1976, ils découvrent le punk rock américain, principalement les Ramones et Iggy and the Stooges.

### Teenage Kicks(1978–1979)
Un label indépendant de Belfast, intéressé par leurs maquettes, édite leur premier disque fin 1978 alors que le groupe n'a pratiquement jamais joué en dehors de Derry. Teenage Kicks est programmé très fréquemment par John Peel sur les ondes de la BBC et la première Peel Session des Undertones est diffusée en janvier 1979. Le groupe attire rapidement l'attention du label Sire Records, qui réédite le single Teenage Kicks, puis sort peu après le premier album The Undertones. Celui-ci obtient la 31e place au classement des meilleures ventes en Grande-Bretagne.
En septembre 1979, les Undertones tournent aux États-Unis pour la première fois, aux côtés du groupe The Clash, pour huit concerts dans six différents États,. Le single You've Got My Number d'octobre 1979 comprend une reprise de Let’s Talk About Girls du groupe garage rock américain The Chocolate Watchband (chanson popularisée dans les années 1970 par sa réédition sur la compilation Nuggets) que les Undertones interprètent fréquemment en concert. My Perfect Cousin, dont la pochette représente un joueur de Subbuteo, est édité en mars 1980. Ce single se classe dans le Top 10, sa sortie est suivie par celle du second LP, Hypnotised, qui atteint la 6e place. Le groupe, qui il y a peu rechignait souvent à quitter Derry, se produit en tête d'affiche au Royaume-Uni, en Europe et aux États-Unis.

### Hypnotised(1980)
En janvier 1980, la production de Hypnotised est terminé aux Eden Studios de Londres. Ils embarquent par la suite dans une tournée de deux semaines en Irlande, en Europe pour la première fois en mars. Le 20 mars 1980, les Undertones publient leur sixième single, My Perfect Cousin. La chanson, écrite l'été dernier par Damian O'Neill et Michael Bradley, atteint la 9e place des classements britanniques. Le 21 avril 1980, leur deuxième album, Hypnotised, est publié. TIl atteint la sixième place de l'UK Albums Chart, puis le groupe embarque dans une tournée appelée Humming Tour. Quelques mois après le Humming Tour, les Undertones tournent aux États-Unis pour la seconde fois ; cette fois en têtes d'affiche. Wednesday Week — le second single de l'album Hypnotised — est publié en juillet 1980. Il atteint la 11e place des classements britanniques, et reste dans le Top 40 pendant sept semaines. Entre septembre et décembre 1980, The Undertones jouent deux autres tournées : le Disaster Tour (European Style), durant laquelle ils jouent en Europe et — en décembre — la tournée See No More au Royaume-Uni. En termes de ventes, l'année 1980 est la meilleure pour les Undertones.

### You're Welcome(1981–1982)
En avril 1981, le single It's Going to Happen! est le premier disque sorti par le label Ardeck, formé par le groupe mécontent des termes de son contrat avec Sire. Le troisième album Positive Touch marque une sophistication plus grande et un son plus travaillé. Cette réussite artistique saluée par la critique (Julie Ocean, Fascination) servie par la voix de Feargal Sharkey, toujours aussi inspiré, désoriente un peu leur public.

### The Sin of Pride(1983)
Leur ultime album, The Sin of Pride, sort en mars 1983. Produit par Mike Hedges et confirmant l'évolution pop du groupe, il n'atteint pas le succès commercial des disques précédents. Les dissensions poussent finalement les Undertones à se séparer dès 1983. Par la suite, les frères O'Neill, qui ont composé la plupart des morceaux, forment le groupe That Petrol Emotion ; et le chanteur Feargal Sharkey entame une carrière solo.

### Retour
En 1997, le bassiste Michael Bradley raconte l'histoire du groupe dans une série de quatre émissions diffusées par la BBC. Depuis vingt ans, leurs singles font régulièrement l'objet de compilations, la dernière datant de 2003. La même année, est inauguré le Wall of Fame représentant les artistes irlandais les plus influents sur la façade du Temple Bar Music Centre de Dublin. Les Undertones y figurent en compagnie de U2, Van Morrison ou encore Shane MacGowan des Pogues. Lorsque la mort du DJ John Peel est annoncée à l'antenne en octobre 2004, la BBC lui rend hommage en diffusant Teenage Kicks, connu pour être l'un de ses titres favoris et même pour lui « le meilleur single jamais sorti. »
Les Undertones se reforment au début des années 2000, le chanteur Paul McLoone remplaçant Feargal Sharkey. Les concerts annonçant leur retour sont suivis par la parution de l'album Get What You Need en 2003. Ils sont notamment passés à Rennes, lors des Transmusicales, en 2005. En 2007, un nouvel album apparait sous le titre Dig Yourself Deep. En avril 2013, les Undertones publient leur premier single en l'espace de cinq ans intitulé Much Too Late / Another Girl. Ce single, limité à 1 000 exemplaires, est publié pendant le Record Store Day, et enregistré aux Toe Rag Studios de Londres.

## Discographie

### Albums studio
- 1979 : The Undertones (Sire)
- 1980 : Hypnotised (Sire)
- 1981 : Positive Touch (Ardeck-EMI)
- 1983 : The Sin of Pride (Ardeck-EMI)
- 2003 : Get What You Need (Sanctuary)
- 2007 : Dig Yourself Deep

### Singles
- 1978 : Teenage Kicks (Good Vibrations, réédité par Sire en octobre 1978)
- 1979 : Get Over You (Sire)
- 1979 : Jimmy Jimmy (Sire)
- 1979 : Here Comes the Summer (Sire)
- 1979 : You've Got My Number (Sire)
- 1980 : My Perfect Cousin (Sire)
- 1980 : Wednesday Week (Sire)
- 1981 : It's Going To Happen! (Ardeck-EMI)
- 1981 : Julie Ocean (Ardeck-EMI)

### Compilations
- 1983 : The Peel Sessions (1978-1982) (Strange Fruit)
- 1983 : All Wrapped Up (Ardeck-EMI)
- 1986 : Cher O'Bowlies (Ardeck-EMI)
- 1993 : Teenage Kicks - The Best of The Undertones (Castle)
- 1999 : True Confessions (Essential-Castle)
- 2003 : Teenage Kicks. Best of… (Sanctuary)
- 2008 : An Anthology
- 2020 : West Bank Songs 1978-1983 – A Best Of